# Bartolomeo Uggeri
Bartolomeo Uggeri (falecido em 1479) foi um prelado católico romano que serviu como bispo de Brugnato (1467–1479).
No dia 23 de dezembro de 1467, Bartolomeo Uggeri foi nomeado durante o papado de Paulo II como Bispo de Brugnato. Serviu como Bispo de Brugnato até à sua morte em 1479. Enquanto bispo, foi o principal consagrador de Philippe Bartolomei, Bispo de Ario (1470), e o principal co-consagrador de Anton Nicolai, Bispo Auxiliar de Gniezno (1470).